# Sankt Markus predikar i Alexandria
Sankt Markus predikar i Alexandria (italienska: Predica di San Marco in una piazza di Alessandria d’Egitto) är en monumental oljemålning från 1504–1507 som utfördes av de italienska renässanskonstnärerna Gentile och Giovanni Bellini. Den är utställd på Pinacoteca di Brera i Milano. 
Det var den äldre brodern Gentile som 1504 fick beställningen från ett venetianskt ordenssällskap att pryda en vägg i palatset Scuola Grande di San Marco. Målningen var ännu ofullbordad vid Gentiles död 1507 som i sitt testamente föreskrev att hans yngre bror Giovanni skulle slutföra arbetet, vilket han också gjorde. Det är inte helt klarlagt vem som målat vad av de båda bröderna, men sannolikt har Gentile målat huvudlinjerna och bakomliggande arkitektur medan Giovanni fokuserat på personerna i förgrunden.
Målningen visar evangelisten Markus som tros ha varit den förste biskopen av Alexandria och ses som grundare av kyrkan i Alexandria. Bellinibröderna hade aldrig varit Alexandria vilket bland annat märks av att berg lagts till i bakgrunden. Däremot hade Gentile varit i Konstantinopel och möjligen också Jerusalem, och var därmed bekant med osmansk och i viss mån mamlukisk arkitektur, vilket förklarar de anakronistiska minareterna i bakgrunden. Kyrkan med sina rundbågar påminner om Scuola Grande di San Marco. Till vänster om kyrkan står en obelisk med hieroglyfer som redan på 1500-talet var kända markörer för det egyptiska.   